# McLaren F1
McLaren F1 — серийная модель гиперкара, разработанная и выпущенная британской компанией McLaren Cars Limited. По состоянию на 2025 год остаётся самым быстрым серийным автомобилем с атмосферным двигателем.
Всего было выпущено 106 машин, 65 из которых были дорожными вариантами (F1), 5 — прототипы Ле-Мана (LM), 3 — эксклюзивными (GT), 5 — прототипами (XP), 28 — гоночными версиями (GTR) и 1 — прототипом LM (XP LM). Производство было начато в 1992 году и завершилось в 1998-м. Цена начиналась от 1,2 млн долларов.

## История
В McLaren ещё в 1960-х годах задумывались о создании, помимо гоночных болидов, спортивного автомобиля для дорог общего пользования. Но тогда это не удалось реализовать ввиду того, что в 1970 году погиб основатель марки — Брюс Макларен. О задумке вновь вспомнили только в конце 1980-х. В 1988 году Гордон Мюррей представил свою концепцию автомобиля руководителю McLaren, Рону Деннису, который был доволен представленным проектом. Результатом переговоров стала созданная в Великобритании 17 марта 1989 года дочерняя компания McLaren Cars Limited (сегодня известная как McLaren Automotive Limited), которая и должна была непосредственно заниматься созданием будущего автомобиля. Техническим руководителем проекта стал Мюррей, к разработке дизайна будущего автомобиля McLaren удалось привлечь автодизайнера Питера Стивенса (англ.), который ранее создавал Lotus Elan и Jaguar XJR-15. Для совместной разработки двигателя и других деталей автомобиля была выбрана компания BMW-Motorsport.
Работа над проектом началась в марте 1990 года и продолжалась почти 11 месяцев. В июне 1991 года готовые чертежи нового автомобиля были представлены на суд McLaren Group. Испытания показали хорошие результаты.
Первый показ McLaren F1 прошёл на Гран-при Монако 28 мая 1992 года, в McLaren хотели подчеркнуть этим связь автомобиля с автогонками. Во время демонстрации были оглашены технические характеристики и цена. Внешний вид произвёл неплохое впечатление на наблюдателей: для того времени такой дизайн олицетворял современный автомобиль. Этот автомобиль установил мировой рекорд скорости суперкаров, разогнавшись до 386 км в час, рекорд был зафиксирован 31 марта 1993 года.
В 1995 году Янник Дальмас, Юрки Ярвилехто и Масанори Секия (англ.) из команды Kokusai Kaihatsu Racing стали победителями гонки 24 часа Ле-Мана на таком автомобиле.

## Двигатель
Двигатель автомобиля был создан на основе блока S70B50CSI, который также применялся на BMW 850 CSI. Отличия — головки блока с парой распредвалов в каждой, 4 клапана на цилиндр с гидрокомпенсаторами (система DOHC), система регулирования фаз Double-Vanos на каждой головке, передние крышки механизма ГРМ и масляный картер с сухой системой смазки с двойным маслонасосом. Посредством кевларового вентилятора, расположенного на днище автомобиля, автомобиль обладает технологией граунд-эффект.
Доработкой занялась дочерняя компания BMW AG под руководством Пауля Роше (англ.) — BMW-Motorsport. В результате, рабочий объём мотора был доведён до 6,1 л (6064 см³) при массе в 266 кг, а мощность составила 627 л. с. Отсек двигателя вместе с крышкой покрыты золотом. Золото, с точки зрения компании, является одним из лучших теплоотражающих материалов.
Рулевое колесо и кресло водителя McLaren F1 расположено по технологии Гордона Мюррея iStream — то есть по центру салона. Диагностика электроники автомобиля на данный момент возможна только через разъём докстанции ноутбука Compaq LTE 5280.

## Динамические характеристики
- Стандартный McLaren F1 выполняет торможение за 2,8 секунды (100-0 км/ч), проезжая при этом 39 м.
- Упражнение «змейка» (автомобильный слалом) стандартный McLaren F1 может выполнять на скорости 104 км/ч.
- Максимальная скорость 386,32 км/ч,что позволило McLaren F1 в 1998 году стать самым быстрым серийным автомобилем в мире.[1]

## Модели
| Модели | Дорожная версия | Прототип | Гоночная версия | Всего |
| ------ | --------------- | -------- | --------------- | ----- |
| F1s    | 64              | 5        |                 | 69    |
| F1 LMs | 5               | 1        |                 | 6     |
| F1 GTs | 2               | 1        |                 | 3     |
| F1 GTR |                 |          | 28              | 28    |
| Всего  | 71              | 7        | 28              | 106   |

### F1 LM
Самый дорогой вариант модели. Модификация F1 LM имеет ряд небольших отличий. Данная модификация имеет двигатель, мощность которого увеличена на 53 л.с (680 против 627) и развивающий на 500 об/мин больше. 705 Н·м крутящего момента и 1062 кг сухую массу. Также автомобиль имеет аэродинамический обвес со спойлером, который увеличивает прижимную силу. Максимальная скорость 362 км/ч.

### F1 GTR
Гоночный F1 GTR также имеет ряд отличий. Мощность двигателя: 636 лошадиных сил при 7800 оборотах, передаточное число главной пары 2.72. Это позволяет использовать все 6 передач при разгоне до максимальной скорости. Дорожная версия данной модификации отсутствует.

## Владельцы
- Одним из владельцев такого автомобиля является Роуэн Аткинсон[6].
- Такой автомобиль в 1999 году приобрёл себе Илон Маск, но уже в следующем году вместе с Питером Тилем попал на нём в ДТП.[7][8]
- В мае 2014 года была продана особая версия модели — «шасси номер 28», принадлежавшая автогонщику Майклу Андретти. Она была подарена ему компанией McLaren в качестве компенсации за досрочное завершение контракта.[9].